# Omar Er Rafik
Omar Er Rafik (* 7. Januar 1986 in Val-de-Meuse) ist ein ehemaliger französisch-marokkanischer Fußballspieler.

## Karriere
Omar Er Rafik begann seine Laufbahn in Belgien beim ES Jamoigne und RCS Libramont, ehe er 2011 erstmals nach Luxemburg wechselte. Hier schloss er sich dem CS Oberkorn an und spielte von 2009 bis 2011 in der zweithöchsten luxemburgischen Spielklasse, der Ehrenpromotion.
Im Sommer 2011 wechselte er zum Erstligisten FC Differdingen 03. Insgesamt verbrachte er hier 6 Spielzeiten. 2013 und 2014, konnte er mit dem Verein den Luxemburger Fußballpokal gewinnen. In der Zeit von 2011 bis 2017 spielte er mit Verein regelmäßig in der Qualifikation zur UEFA Europa League. So kam er in diesem Zeitraum auf 22 Spiele und 15 Treffer auf internationaler Bühne, konnte sich mit dem Verein jedoch nicht für den Wettbewerb qualifizieren. In der Spielzeit 2016/17 wurde er Torschützenkönig und Fußballer des Jahres in Luxemburg.
So schloss sich Omar Er Rafik im Juli 2017 dem F91 Düdelingen an. In seiner ersten Spielzeit wurde er Meister mit dem Verein und absolvierte eine Partie in der Qualifikation zur UEFA Champions League 2017/18 gegen APOEL Nikosia. In der Spielzeit 2018/19 wurde er an den Ligakonkurrenten Jeunesse Esch ausgeliehen. Eine weitere Leihe erfolgte direkt in der darauffolgenden Spielzeit 2019/20 in die Ehrenpromotion zu Swift Hesperingen.
Omar Er Rafik lief seit Sommer 2020 für den FC The Belval Belvaux in der  2. Division (vierte Spielklasse in Luxemburg) auf. Die Spielzeit 2020/21 wurde aufgrund der COVID-19-Pandemielage nach 7 Spieltagen abgebrochen, der Club war zu dem Zeitpunkt Spitzenreiter. Doch ein Jahr später klappte dann der ersehnte Aufstieg in die Drittklassigkeit, Er Rafik erzielte dabei in 21 Ligaspielen 28 Treffer. Im Sommer 2023 beendete der Mittelstürmer dann seine aktive Karriere.

## Titel
- Luxemburgischer Meister: 2018
- Luxemburgischer Pokalsieger: 2013, 2014

## Auszeichnungen
- Torschützenkönig der Ehrenpromotion: 2011 (25 Tore)
- Torschützenkönig der BGL Ligue: 2012 (23 Tore), 2017 (26 Tore)
- Fußballer des Jahres in Luxemburg: 2017

## Sonstiges
Sein älterer Bruder Youssef Er Rafik (* 10. April 1979) war ebenfalls als Fußballspieler aktiv. Er spielte in seiner Karriere genau wie Omar in Belgien und Luxemburg.